# Condado de Logan (Arkansas)
El condado de Logan (en inglés: Logan County), fundado en 1871, es un condado del estado estadounidense de Arkansas. En el año 2000 tenía una población de 22 486 habitantes con una densidad poblacional de 12.23 personas por km². La sedes del condado son París y Booneville.

## Geografía
Según la Oficina del Censo, el condado tiene un área total de 1896 km² (732 mi²), de la cual 1839 km² (710 mi²) es tierra y 57 km² (22,0 mi²) es agua.

### Condados adyacentes
- Condado de Johnson (norte)
- Condado de Pope (noreste)
- Condado de Yell (sureste)
- Condado de Scott (sur)
- Condado de Sebastian (oeste)
- Condado de Franklin (noroeste)

### Ciudades y pueblos
- Blue Mountain
- Booneville
- Carolan
- Caulksville
- Magazine
- Morrison Bluff
- París
- Ratcliff
- Scranton
- Subiaco)

## Mayores autopistas
- Carretera 10
- Carretera 22
- Carretera 23
- Carretera 60
- Carretera 309